# HD 128311 b
HD 128311 b és un exoplaneta ubicat aproximadament a 54 anys llum, a la constel·lació del Bover. Aquest planeta orbita a una excentricitat orbital d'unes 1,1 ua de la seva estrella (HD 128311). El planeta té una massa mínima de 2,19 masses jovianes.